# 강화고등학교 축구단
강화고등학교 축구부는 인천광역시에 위치한 강화고등학교의 축구부이다.

## 참고 문헌
- “KFA 통합경기정보 시스템”. 대한축구협회.

## 같이 보기
- 강화고등학교